# Ligne VKT
La ligne VKT (en finnois : VKT-linja) ou ligne Vyborg-Kuparsaari-Taipale  fut une ligne défensive finlandaise dans l'isthme de Carélie pendant la guerre de continuation entre la Finlande et l'Union soviétique.

## Présentation
La ligne VKT partait de Viipuri (Vyborg), passait par la péninsule de Kuparsaari, longeant de la rive nord de la rivière Vuoksi, le lac Suvanto (fi) et la rivière Taipaleenjoki jusqu'à Taipale sur la rive ouest du lac Ladoga.
Elle utilisait les avantages naturels de la partie est de la ligne Mannerheim détruite.
Après la destruction de la ligne Vammelsuu-Taipale ou ligne VT par l'artillerie et l'aviation de l'Armée rouge le 9 juin 1944 et le début de l'offensive Vyborg-Petrozavodsk, attaqués par 450 000 hommes, 10 000 canons et lance-grenades et 800 chars d'assaut, les 75 000 combattants des forces armées finlandaises de Carélie se sont déplacées pour contrer une attaque sur la ligne VKT très peu fortifiée, dont les travaux de fortification n'avaient commencé qu'au début de 1944.
En juin-juillet 1944, après la bataille de Vyborg, la ligne VKT a été attaquée à Ihantala et Tienhaara lors de la bataille de Tali-Ihantala, et début juillet lors de la bataille de Vuosalmi.
Cependant, les troupes finlandaise ont réussi à stopper l'attaque des forces soviétiques sur tous les fronts. 
La ligne VKT n'a pas été brisée, mais les troupes finlandaises ont dû se retirer lorsque la paix a été conclue en septembre 1944.

## Images de la ligne VKT dans la péninsule Kurviniemi

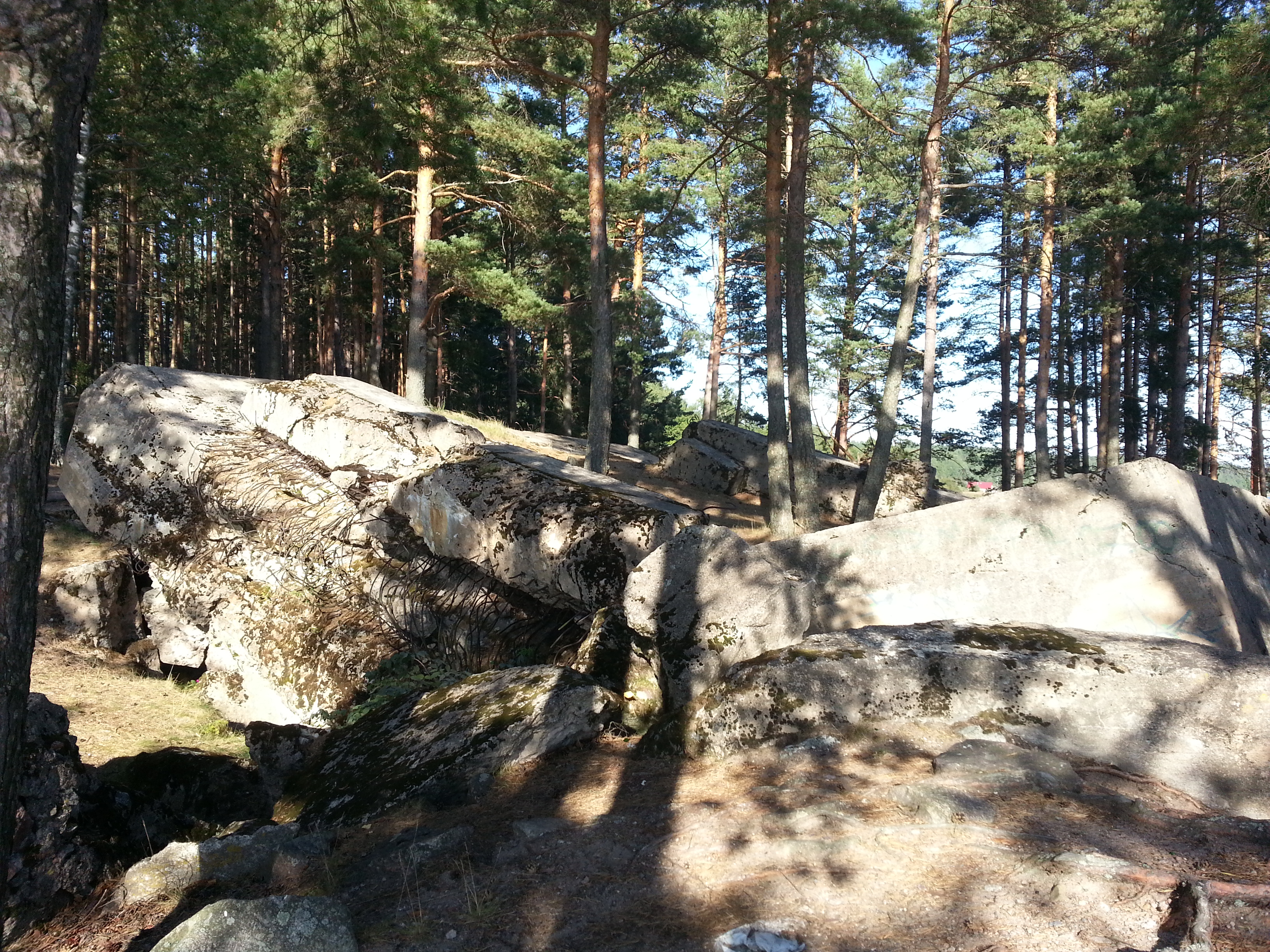
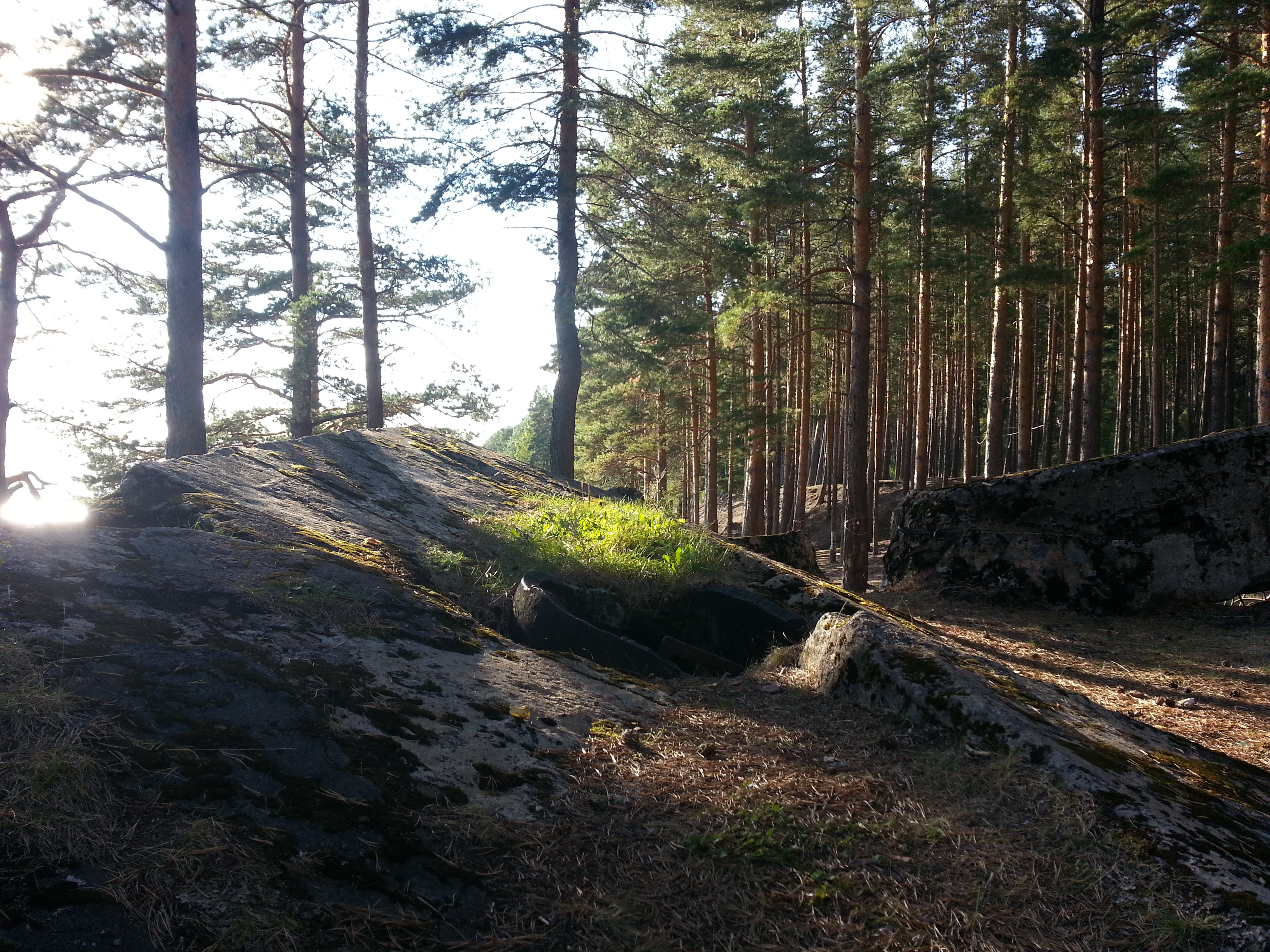
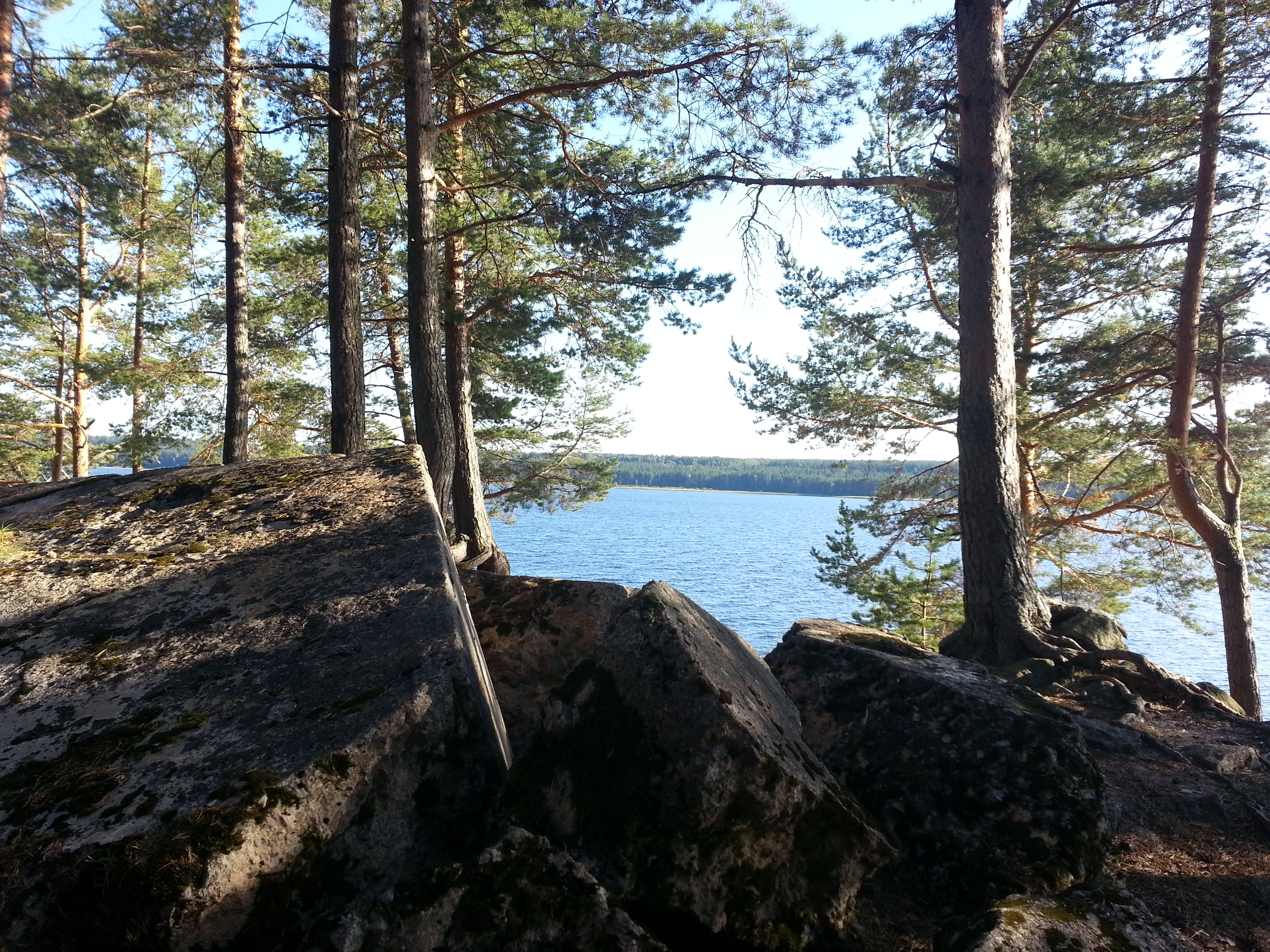